# Dansa de Castellterçol
La Dansa de Castellterçol és un ballet popular de sis parelles, tradicional de la vila de Castellterçol, cerimoniós i elegant.
Va ser catalogada com una de les danses cerimonials més interessants del folklore català en ser declarada d'Interès Nacional el 1985 pel Departament de Cultura de la Generalitat de Catalunya. Es balla el quart cap de setmana del mes d'agost coincidint en el transcurs de la Festa Major, un cop acabat l'ofici de les 12 del migdia. Les autoritats del poble i els convidats presideixen l'acte i, en un moment determinat els balladors i balladores acompanyen les autoritats a fer un passeig d'honor per la plaça. El dilluns següent es balla el Ball del Ciri de Castellterçol amb les mateixes sis parelles balladores.

El vestuari ha anat variant al llarg dels anys, però té la presència de dos elements fonamentals. Les balladores duen una gran mantellina blanca "al vent", i els balladors, un vestit negre i un barret de copa, malgrat algunes excepcions.

La Dansa de Castellterçol és estructurada com una "suite", ja que trobem diferents melodies en diferents tipus de compàs com ara el ternari, binari compost i binari simple. Així com diverses passes i punts que delimiten els temps i el caràcter musical.
La primera part, anomenada el passeig, consta de dues tirades amb una tonada de compàs ternari. Aquest tempo és propici per caminar amb prestància i de manera senyorial on els homes porten el barret a la mà esquerra i les dones se situen a la seva dreta. Després, giravoltant, les noies passen al costat esquerre i són saludades pels nois.
Un cop encarada cada parella, comença la segona part dita popularment dansa o ball on es forma un rotllo que s'eixampla i s'estreny a través dels encreuaments, que creen l'efecte d'una estrella de 12 raigs durant dues tonades més de música, idèntica a la primera. En aquests encreuaments, s'interpreten figures i punts de dansa diferents on la noia entra i surt de la rotllana, mentre el noi efectua uns passos de dansa a la seva parella tot fent quadrar els passos amb la música.
La tercera part comença novament la dansa després d'un volt per la plaça. Està formada per un ball rodó anomenat sardana, de caràcter més alegre, però sense saltar, amb compàs binari compost, que aprofiten per tornar a centrar el ball i col·locar-se per iniciar les "pavanes". Les pavanes tenen tres estrofes musicals de compàs binari simple que adquireixen petites variacions de "tempo" per tal d'executar les "espolsadetes" o la cadena. Així doncs, els balladors realitzen uns passos anomenats "espolsadetes" en forma d'estrella tot efectuant l'evolució cap a una cadena, per continuar amb la sardana final, on els balladors tornen a tancar la rotllana i se saluden en acabar el ball.
L’any 2002, en el marc del centenari dels esbarts dansaires de Catalunya, la Dansa de Castellterçol es va incorporar a l'espectacle central d’aquesta commemoració, Un país que dansa, interpretada per l'Esbart Manresà de Dansaires.